# Secretaría de Inclusión y Bienestar Social de la Ciudad de México
La Secretaría de Bienestar e Igualdad Social de la Ciudad de México (SIBIEN) es una dependencia de la Administración Pública centralizada del Gobierno de la Ciudad de México, a la cual le corresponde coordinar, ejecutar y evaluar las políticas, programas y acciones en materia de desarrollo social para garantizar la inclusión de grupos vulnerables a la sociedad.

## Funciones
La Secretaría tiene a su cargo la aplicación de la Ley de Derecho al Bienestar e Igualdad Social para la Ciudad de México y de toda aquella normatividad referente al desarrollo social. De manera general, sus facultades se encuentran determinadas por el Estatuto de Gobierno del Distrito Federal y la Ley Orgánica de la Administración Pública del Distrito Federal, conforme a esta última le corresponde a la Secretaría de Desarrollo Social del Distrito Federal dentro del territorio que comprende esta entidad:
Entre sus funciones principales se destaca el diseñar, difundir e instrumentar políticas y programas para el desarrollo social, que ayuden al mejoramiento de las condiciones de vida de la población, a través de la aplicación de políticas públicas y programas sociales que permitan combatir la pobreza, desigualdad y marginación, mejorar la alimentación y generar mejores condiciones de vida para la población.
- Formular, fomentar y ejecutar políticas y programas generales para el desarrollo social con la participación ciudadana, que coadyuven al mejoramiento de las condiciones de vida de la población, así como establecer los lineamientos generales y coordinar los programas específicos que en esta materia desarrollen las delegaciones.
- Ejercer las facultades que en materia educativa establecen para el Distrito Federal las leyes y demás disposiciones jurídicas federales y locales.
- Establecer e instrumentar políticas y programas de apoyo, suministro y orientación en materia alimentaria.
- Promoción y difusión del deporte y recreación de la población.
- Promoción de la equidad y la igualdad de oportunidades y que eliminen los mecanismos de exclusión social de grupos sociales de atención prioritaria: mujeres, jóvenes, niños y niñas, población indígena, adultos mayores y personas con discapacidad.
- Combate a la pobreza.
- Asistencia social.
- Prevención y atención a grupos sociales de alta vulnerabilidad: niños y niñas de la calle, víctimas de violencia familiar, población con adicciones, personas que viven con el virus de la inmunodeficiencia humana, trabajadoras y trabajadores sexuales e indigentes.
- Atención para grupos de alta vulnerabilidad.
- Prevenir y combatir la desintegración familiar.
- Vigilar que las instituciones de asistencia privada y sus patronatos cumplan con las leyes y otras disposiciones jurídicas aplicables.
- Administrar, coordinar, y supervisar la operación de zoológicos del Distrito Federal.
- Promoción y difusión de la investigación científica y la innovación tecnológica.
- Fomentar la participación de las organizaciones civiles y comunitarias, de las instituciones académicas y de investigación y de la sociedad en general, en el diseño instrumentación y operación de las políticas y programas que lleve a cabo la Secretaría.
- Apoyar iniciativas y proyectos de la sociedad relacionados con las materias a cargo de la Secretaría.

## Estructura Orgánica de la Secretaría de Inclusión y Desarrollo Social de la Ciudad de México
Para atender a la población de la CDMX, la estructura orgánica de la SIBISO se compone de cuatro áreas:
- Secretario de Inclusión y Bienestar Social de la Ciudad de México:Araceli Damián González
  - Subsecretaría de Participación Ciudadana (SSPC):
  - Dirección General de Igualdad y Diversidad Social (DGIDS):
  - Instituto de Asistencia e Integración Social (IASIS):
  - Instituto de Atención para Adultos Mayores (IAAM):

## Titulares de Desarrollo Social

### Distrito Federal
- Gobierno de 1997 a 2000

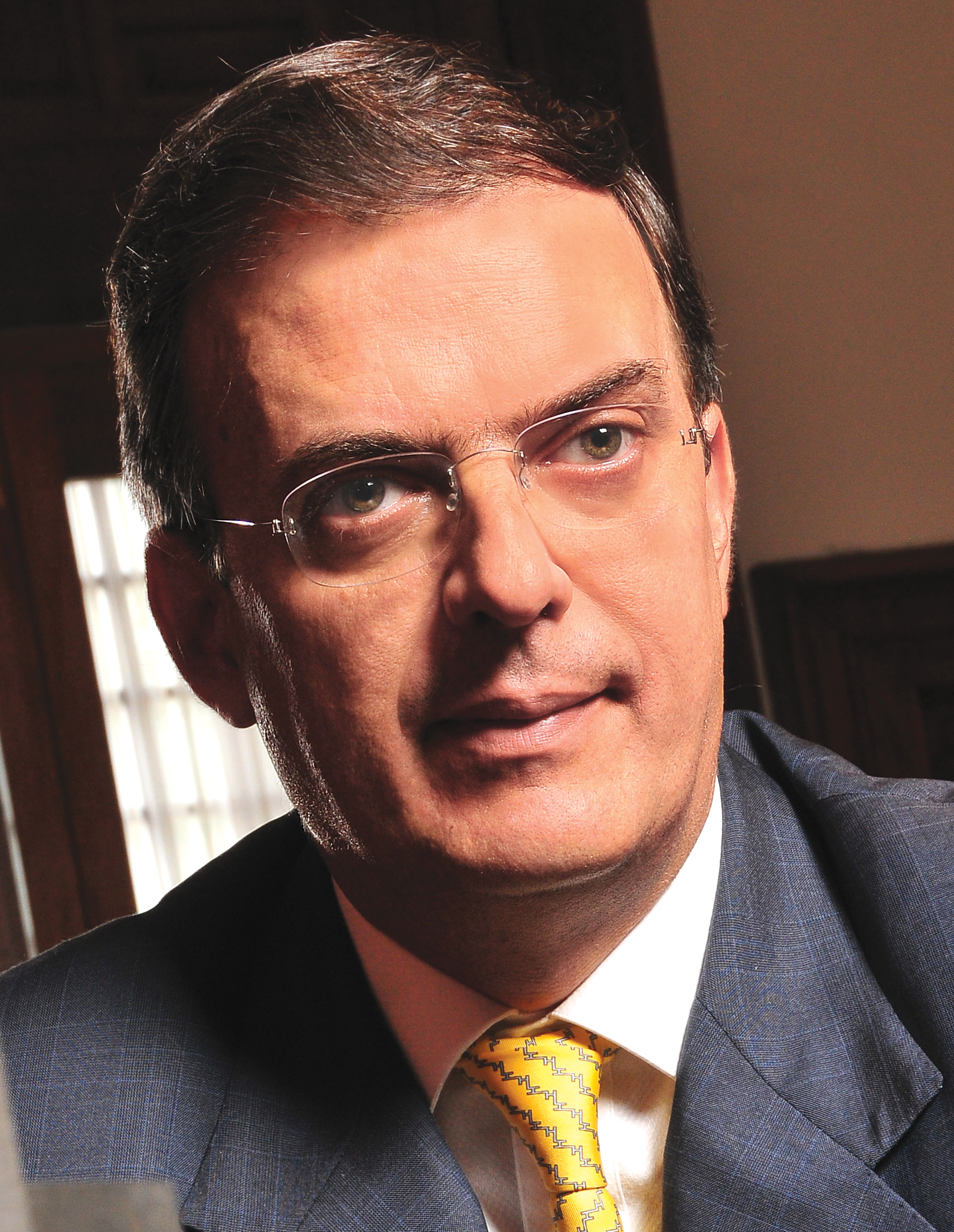
Marcelo Ebrard, Secretario de Desarrollo Social en 2005.

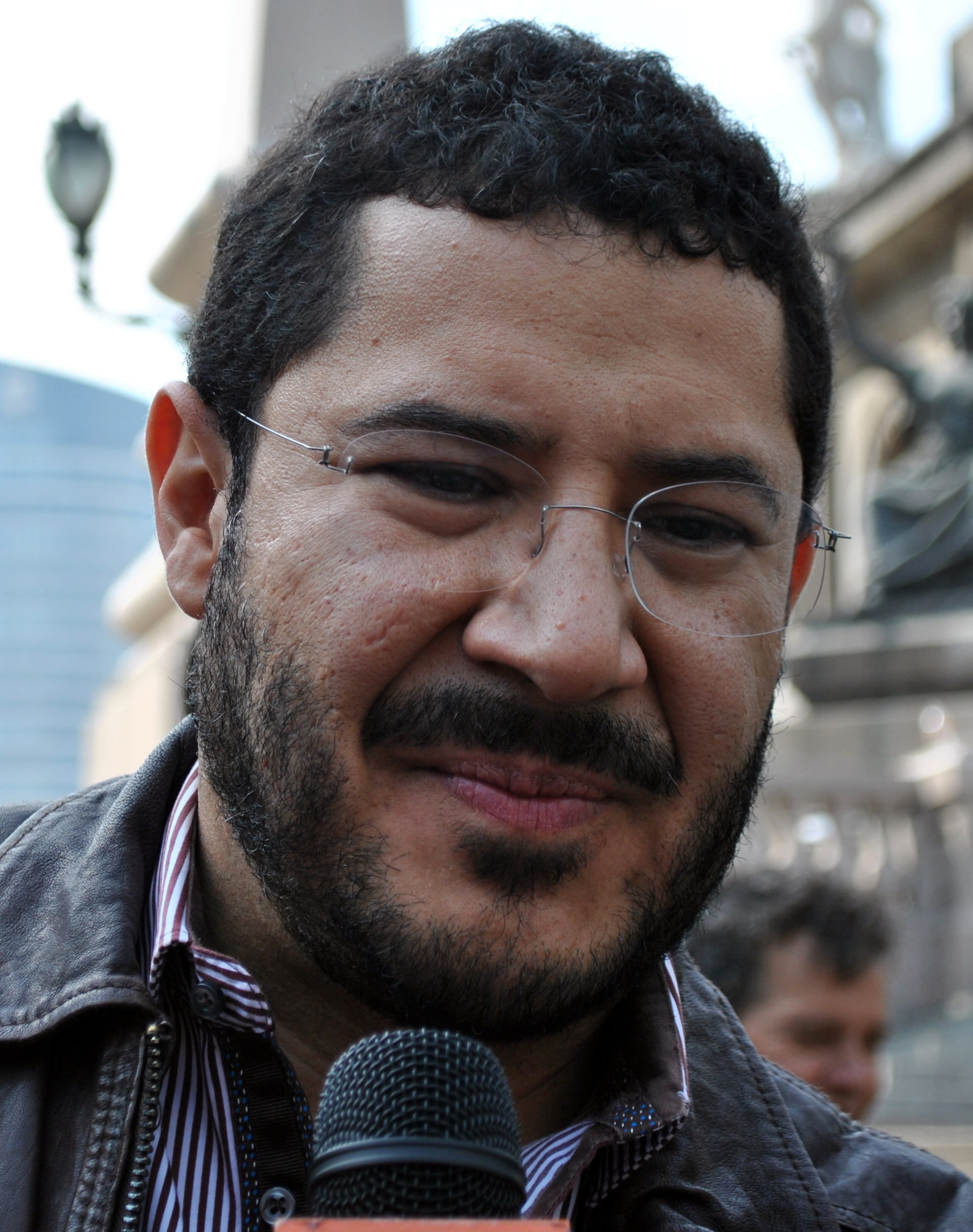
Martí Batres, Secretario de Desarrollo Social de 2006 a 2011.

  - (1997 - 2000): Clara Jusidman Bialostozky (como Secretaria de Educación, Salud y Desarrollo Social)[3]

- Gobierno de 2000 a 2006
  - (2000 - 2005): Raquel Sosa Elízaga
  - (2005): Marcelo Ebrard Casaubón[4]
  - (2005 - 2006): Martha Pérez Bejarano[5]
  - (2006): Enrique Provencio Durazo[6]
- Gobierno de 2006 a 2012
  - (2006 - 2011): Martí Batres Guadarrama[7]
  - (2011 - 2012): Jesús Valdés Peña

### Ciudad de México
- Gobierno de 2012 a 2018
  - (2012 - 2015): Rosa Icela Rodríguez Velázquez
  - (2015 - 2018): José Ramón Amieva Gálvez
  - (2018): Alejandro Ramón Piña Medina

- Gobierno de 2018 a 2024
  - (2018 - 2021): Almudena Ocejo Rojo
  - (2021 - 2022): Carlos Ulloa Pérez
  - (2022 - 2024): Rigoberto Salgado Vázquez
  - (2024): Juan Gerardo López Hernández

- Gobierno de 2024 a 2030
  - (2024 - En el cargo): Araceli Damián González